# George Orton
George Washington F. Orton (Strathroy, 10 januari 1873 - Laconia, 25 juni 1958) was een Canadees atleet.

## Biografie
Orton behaalde tijdens de Olympische Zomerspelen 1900 de eerste plaats op de 2500 m Steeplechase en de derde plaats op de 400 m horden.

## Titels
- Olympisch kampioen 2500m Steeplechase - 1900

## Palmares

### 400 m horden
- 1900:  OS -

### 2500 m Steeplechase
- 1900:  OS - 7.34,4 s

### 4000 m Steeplechase
- 1900: 5e OS -

- International Standard Name Identifier: 0000 0000 5348 6180
- Library of Congress Control Number: no2003092141
- Virtual International Authority File: 4626452
- WorldCat: E39PBJdCqXcpqhVtJB7qdK6VG3